# Anul Nou
Anul Nou este ziua care marchează începerea următorului an calendaristic.
Stabilirea zilei ca 1 ianuarie să fie data la care să înceapă anul a fost făcută prin lege de către Iulius Caesar în anul 46 î. e.n. Potrivit cu The World Book Encyclopedia (1984), vol. XIV, p. 237: „Romanii i-au dedicat această zi (1 ianuarie) lui Ianus, zeul porților, al intrărilor și al începuturilor. Numele lunii ianuarie provine de la Ianus, care avea două fețe, una îndreptată înainte, iar alta înapoi“
Stabilirea religioasă a datei de 1 ianuarie ca început de an a avut loc pentru prima dată în 1691, de către Papa Inocențiu al XII-lea. La multe popoare antice din emisfera nordică, anul începea la 1 martie.
În liturghia romano-catolică 1 ianuarie reprezintă o octavă de la Crăciun; astfel, această zi este dedicată Fecioarei Maria. În același timp, în a opta zi de la naștere sunt amintite în Evanghelie (Luca 2,21) tăierea împrejur și botezul, potrivit religiei iudaice, a pruncului Iisus — la fel și în bisericile evanghelice. În  biserica ortodoxă, la 1 ianuarie este și ziua Sfântului Vasile, episcop de Cezareea Cappadociei.
În epoca contemporană, Anul Nou este întâmpinat în noaptea de 31 decembrie spre 1 ianuarie — noaptea de Revelion (din limba franceză: Réveillon, ceea ce înseamnă aproximativ „trezire”, aici cu sensul de ospăț la miezul nopții) — cu petarde și artificii; rudelor, prietenilor și cunoștințelor li se fac urări de noroc și sănătate și se urează „La mulți ani!”.

## Obiceiuri din trecut
Petrecerile de Anul Nou nu sunt de dată recentă. Unele inscripții antice arată că ele țineau de religiile păgâne în Babilon încă din mileniul al II-lea î.e.n. Fiind sărbătorit la mijlocul lunii martie, Anul Nou era un eveniment foarte important. În The World Book Encyclopedia se spune că oamenii credeau că, „la acea dată, zeul Marduk decidea destinul țării pentru anul următor“. La babilonieni, sărbătoarea Anului Nou ținea 11 zile și includea jertfe, procesiuni și rituri ale fertilității.
Un timp, la romani anul începea tot în luna martie. Totuși, în 46 e.n., împăratul Iulius Caesar a stabilit prin lege ca ziua de 1 ianuarie să fie data la care să înceapă anul. Această zi era deja închinată lui Ianus, zeul începuturilor, iar acum avea să marcheze și prima zi a anului la romani.

## Obiceiuri și tradiții în prezent
Cehii au obiceiul ca de Anul Nou să mănânce supă de linte.
Slovacii bagă sub fața de masă bani sau solzi de pește.
În unele zone din America de Sud, mulți întâmpină noul an stând pe piciorul drept. Alții sună din corni și aruncă petarde.
Grecii fac o prăjitură tradițională în care pun bani. Persoana care găsește banii va avea parte de bucurie tot timpul anului. Acest obicei a fost transmis și în anumite regiuni ale României.
Evreii din Israel mănâncă mere unse cu miere, pentru ca noul an să fie foarte dulce.
Italienii încep cina mâncând o farfurie de linte, iar după toastul pentru noul an se obișnuiește să se arunce cupa pe fereastră. 
Spaniolii mănâncă 12 boabe de struguri, însemnând ultimele secunde ale anului, ca ritual pentru atragerea norocului. Obiceiul a fost preluat de numeroase țări latino-americane.
În România, în mod tradițional nu se aruncă nimic din casă în prima zi a Anului Nou pentru că, procedând astfel, o persoană își aruncă norocul. Tot în prima zi din an nu se iese din casă până ce o persoană brunetă nu intră în casa respectivă (potrivit tradițiilor, persoanele brunete aduc noroc și fericire, iar cele roșcate și blonde ghinion). În noaptea dintre ani, oamenii își pun o dorință, pentru că aceasta are toate șansele să se îndeplinească. Noaptea de Revelion este întâmpinată cu mult zgomot (ca în Conu Leonida față cu reacțiunea, de I.L.Caragiale) pentru că zgomotele puternice alungă spiritele rele. Tot de Anul Nou se merge cu capra. Unii oameni desfac șampanie la cumpăna dintre ani, ca să aibă un an mai prosper. Pușcarea petardelor de Anul Nou este practicată de regulă de către cei tineri.Și desigur pe 31 decembrie se colindă cu plugușorul iar pe 1 ianuarie cu sorcova.
În România, sărbătorile de iarnă sunt presărate cu tradiții milenare. Colindele, urăturile și alte datini precum Plugușorul sau Sorcova sunt parte integrantă a acestor obiceiuri, care încă mai aduc bucurie în inimile românilor.

## Adoptarea datei de 1 ianuarie ca început al anului
| Țară                                                                            | Anul de start |
| ------------------------------------------------------------------------------- | ------------- |
| Veneția                                                                         | 1522          |
| Suedia                                                                          | 1529          |
| Sfântul Imperiu Roman                                                           | 1544          |
| Spania, Portugalia, Polonia                                                     | 1556          |
| Prusia, Danemarca și Norvegia                                                   | 1559          |
| Franța                                                                          | 1564          |
| Țările de Jos de sud                                                            | 1576          |
| Lorena                                                                          | 1579          |
| Provinciile Unite                                                               | 1583          |
| Scoția                                                                          | 1600          |
| Rusia                                                                           | 1700          |
| Toscana                                                                         | 1721          |
| Regatul Marii Britanii, Regatul Irlandei și Imperiul Britanic, exceptând Scoția | 1752          |
| Thailanda                                                                       | 1941          |

## Imagini specifice Anului Nou

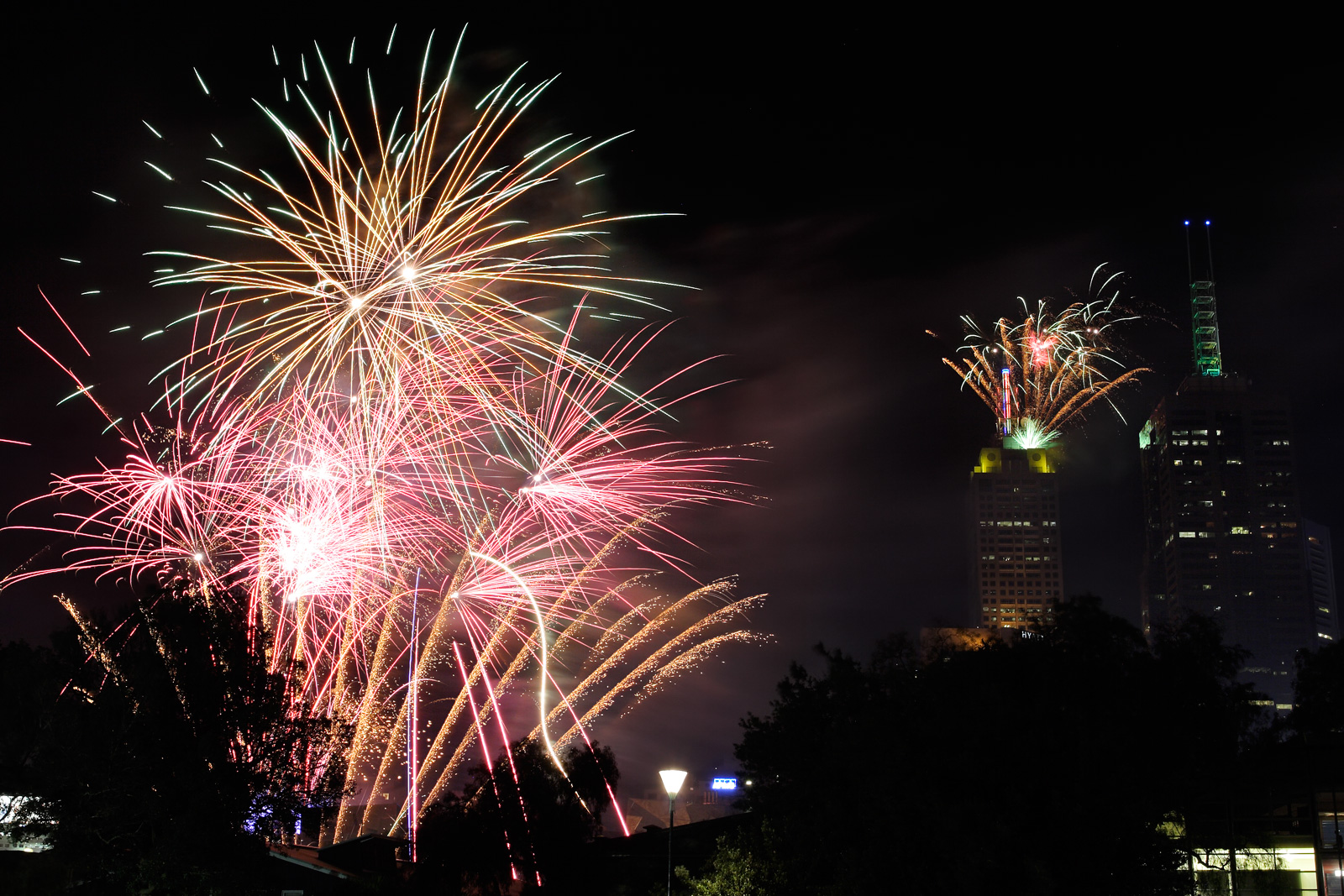
Focuri de artificii în Melbourne văzute dinspre Alexandra Gardens
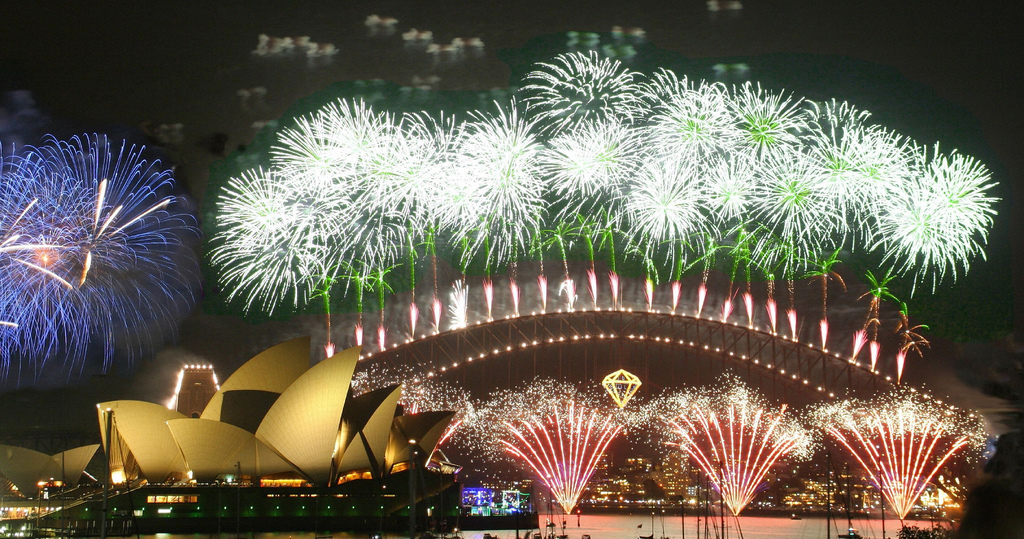
Focuri de artificii în portul din Sydney
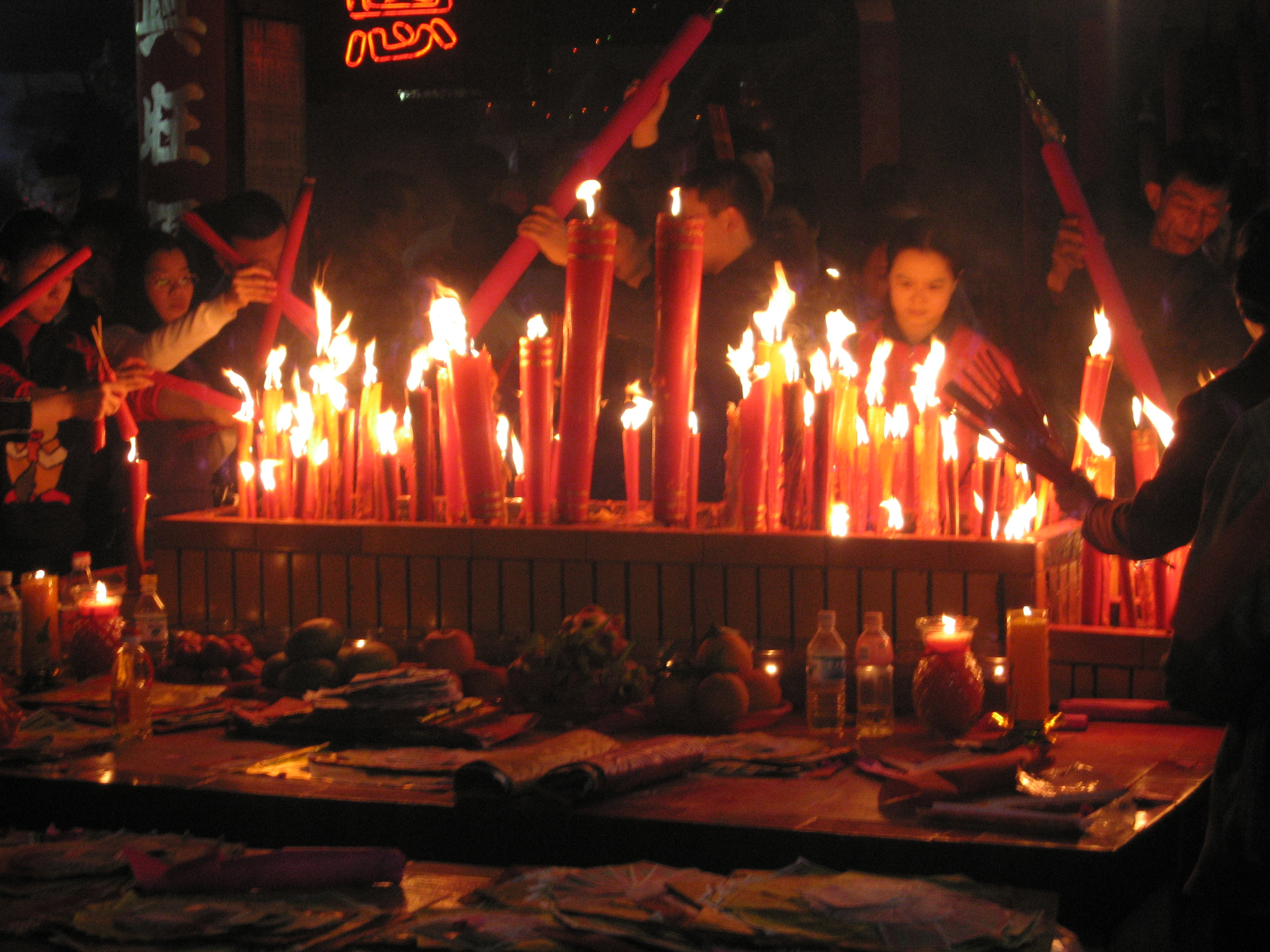
Anul Nou la chinezi
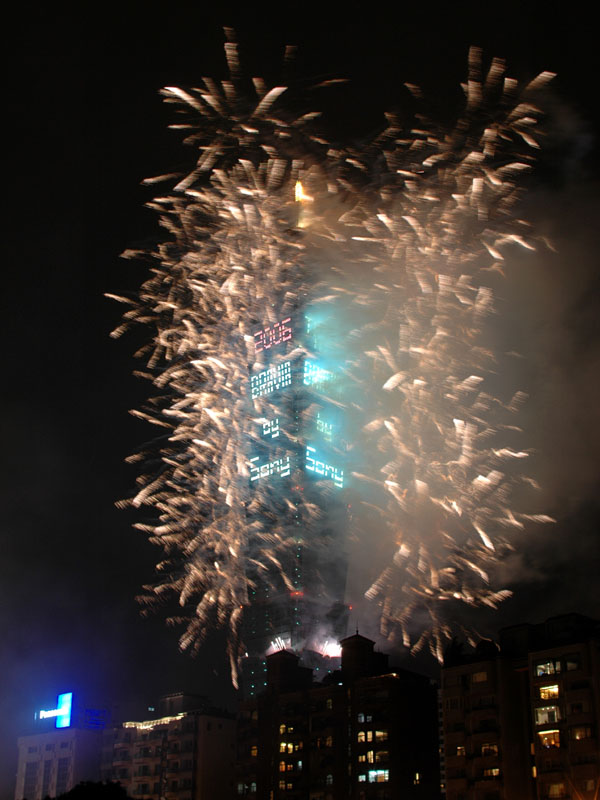
Celebrarea Anului Nou în Taipei